# Борсоєв Володимир Бузинайович
Володимир Бузинайович Борсоєв (нар. 13 квітня 1906, Холбот — пом. 8 березня 1945, Польща) — радянський артилерист, учасник німецько-радянської війни, гвардії полковник. Герой Радянського Союзу. Старший брат державного діяча Бурято-Монгольської АРСР Іллі Борсоєва.

## Біографія
Народився 13 квітня 1906 року в улусі Холботі (нині зниклий населений пункт в Баяндаївському районі Усть-Ординського Бурятського автономного округу Іркутської області Росії) у сім'ї бурятського скотаря. Після закінчення школи було обраний головою сільськогосподарської комуни села Тухум Баяндаївського району. Член ВКП(б) з 1930 року. Закінчив партвйну школу та працював інструктором Ехіріт-Булагатського райкому партії.
У 1932 році за партійним спеціальним набором направлений до Ленінградського артилерійського училища. 1941 року закінчив Військову академію імені Михайла Фрунзе. У боях німецько-радянської війни з червня 1941 року. Воював на 1-му Українському фронті.
Командуючи 7-ю гвардійською винищувально-протитанковою артилерійською бригадою, гвардії полковник у боях з ворогом виявив стійкість, винахідливість, героїзм та мужність. Частини під його командуванням завдавали нищівних ударів по ворогові під час звільнення Польщі. У боях на Одерському плацдармі був важко ранений і 8 березня 1945 року помер від ран. Похований у місті Львові на пагорбі Слави.

## Нагороди
Нагороджений двома орденами Леніна (10 січня 1944; 6 травня 1965), орденами Червоного Прапора (22 жовтня 1943), Вітчизняної війни I ступеня (19 вересня 1945), Червоної Зірки (14 грудня 1941), медаллю «За бойові заслуги» (3 листопада 1944).
Указом Президії Верховної Ради СРСР від 6 травня 1965 року за мужність та героїзм, проявлені в боях із німецько-фашистськими загарбниками йому посмертно присвоєно звання Героя Радянського Союзу.

## Вшанування
- Ім'ям Героя названо:
  - вулиці в Улан-Уде, Львові (нині пейменована на вулицю Богдана Котика);
  - школу № 1 у селищі Усть-Ординський;
- У 1970 році було випущена поштова марка СРСР, присвячену Володимиру Борсоєву;
- В Улан-Уде встановлено меморіальну дошку Герою;
- 29 серпня 2014 року в Улан-Уде на вулиці Борсоєва встановлене його погруддя[1].